# Jean-Luc Force
Pour les articles homonymes, voir Force.
Jean-Luc Force est un cavalier français de concours complet d'équitation né le 31 mars 1959 à Aurillac.

## Biographie
Cavalier professionnel pendant 30 ans, professeur à l'École nationale d'équitation et écuyer du Cadre noir de Saumur, Jean Luc Force a percé au plus haut niveau mondial avec son cheval Crocus Jacob. À l'aube du IIIe millénaire, ce couple a été présent dans toutes les plus hautes compétitions internationales. Pré-sélectionné pour les Jeux olympiques de 2004, Crocus Jacob ne s'est toutefois pas remis de façon satisfaisante de ses petits problèmes de santé après le Concours Complet International (CCI) de Fontainebleau. Il n'a donc pas pu faire partie de la sélection victorieuse d'Athènes.
Depuis septembre 2005 jusqu'en avril 2007, Jean-Luc Force, qui s'est retiré de la compétition, a occupé les fonctions de directeur technique national (DTN) pour les sports équestres en France.

## Palmarès mondial
- 2000 : 10e par équipe aux Jeux olympiques de Sydney en Australie avec Crocus Jacob.
- 2002 : médaille d'argent par équipe et 8e en individuel aux Jeux équestres mondiaux de Jerez de la Frontera en Espagne avec Crocus Jacob.
- 2003 : médaille d'argent par équipe aux championnats d'Europe à Punchestown en Irlande avec Crocus Jacob.